# Eustomias filifer
Eustomias filifer és una espècie de peix de la família dels estòmids i de l'ordre dels estomiformes.

## Morfologia
- Els mascles poden assolir 23,2 cm de longitud total.[4][5]

## Hàbitat
És un peix marí i d'aigües profundes.

## Distribució geogràfica
Es troba a l'Atlàntic oriental (des de Gibraltar fins a Guinea, i des de Namíbia fins a Sud-àfrica) i a l'Atlàntic occidental (des dels Estats Units fins al Golf de Mèxic i, també, al Brasil i entre 13°N-8°N).